# Redrum 327
Redrum 327 ist ein Manhwa der koreanischen Zeichnerin Ko Ya-seong.
In ihm schildert die Autorin die Erlebnisse einer Gruppe von sieben Studenten, die sich teilweise schon seit Kindertagen kennen und die beschließen etwas gemeinsame Zeit in einem abgelegenen Haus in den Bergen zu verbringen. Dort bleiben Beziehungsprobleme und Spannungen nicht aus. Zudem scheinen einige der Freunde eine dunkle Vergangenheit zu haben.

## Charaktere
Jeongun: Der Junge ist der selbsternannte Playboy der Gruppe. Der Sohn einer bekannten Designerin fühlt sich selbst unwiderstehlich und ist hinter jedem Rock her. Dabei ist er jedoch in Wirklichkeit ein ziemlich schmieriger Typ. Da Jeonguns und Gihus Eltern einmal miteinander geschäftlichen Streit hatten, ist er nicht gut auf Gihu zu sprechen.
Jueun: Die Eltern des schönen, aber abweisenden Mädchens besitzen einen riesigen Konzern, den Jueun mal leiten soll. Allerdings benimmt sich Jueun gegenüber den anderen ziemlich kühl und fängt ständig Streit, vor allem mit Bagha und Jeongun, an. Doch hinter der coolen Fassade steckt ein zerbrechliches Mädchen, das sich nur nach Liebe sehnt. Als Gahwi auftaucht, sieht sie in ihr nur eine Rivalin.
Bagha: Der scheinbar coole Junge ist Sänger einer Hip-Hop-Band, die im Untergrund recht beliebt ist. Damit ist er einer der wenigen der Gruppe, die auf eigenen Beinen stehen und ihr eigenes Geld verdienen. Bagha scheint immer von den anderen genervt zu sein und zieht sich dementsprechend in eine Ecke zurück um in Ruhe Musik zu hören. Bagha glaubt Gahwi zu kennen.
Taein: Der nette Junge scheint der normalste der Gruppe zu sein. Da sein Vater Professor und seine Mutter Wissenschaftlerin ist, ist er sehr gebildet. Hyeri ist in ihn verliebt, doch er scheint es nicht zu bemerken. Dafür scheint er Gefühle für Gahwi zu hegen.
Hyeri: Das nette Mädchen ist die Tochter eines Ministers. Sie ist die beste Freundin von Gahwi und bringt diese auch in die Gruppe. Hyeri ist in Taein verliebt, traut sich aber nicht es ihm zu sagen. Als sie jedoch Gahwi und Taein in enger Umarmung miteinander erwischt, dreht sie durch und will noch am selben Abend wieder abreisen. Nachdem sie das Auto gepackt hat, wird sie jedoch von jemand Unbekanntem niedergeschlagen und gefesselt und geknebelt ins Kühllager gesperrt.
Gihu: Der schüchterne Junge stieß erst während der Uni-Zeit zur Gruppe. Im Gegensatz zu den anderen ist er kein Sohn aus reichem Haus, sondern ein Waise, der von einer reichen Familie adoptiert wurde. Die anderen scheinen Gihu deswegen immer herumzuschubsen. Besonders Jeongun ärgert ihn immer wieder wegen seiner Herkunft. Das Haus in den Bergen gehört seinen Adoptiveltern.
Gahwi: Die Tochter eines Arztes ist zwar in Korea geboren, wuchs aber zeitweilig in Frankreich auf, wo sie Design studierte. Nach Korea ist sie zurückgekehrt, um Medizin zu studieren, da sie einmal in die Fußstapfen ihres Vaters treten soll. Sie kam erst kurz vor dem Treffen durch Hyeri zur Gruppe. Allerdings muss sie in der Vergangenheit ein schlimmes Erlebnis gehabt haben, an das sie sich nicht mehr erinnern kann. Jedoch wird sie immer wieder von Flashbacks geplagt, nach denen sie Angst hat und kaum Luft zum Atmen bekommt. Zudem hat sie Angst vor der Dunkelheit und dem Eingesperrtsein und hat eines Nachts in der Küche sogar einen Zusammenbruch.

## Hintergründe
Der Titel ist eine Anspielung auf Stephen Kings Roman Shining, in dem eine Familie einige Zeit allein in einem abgeschiedenen, verschneiten Hotel verbringt und langsam dem Wahnsinn verfällt. Redrum ist das englische Wort Murder (dt. „Mord“) rückwärts gelesen. 327 ist in Shining ein Hotelzimmer.

## Veröffentlichungen
Redrum 327 erschien in Korea von 2003 bis 2004 beim Daiwon-Verlag in drei Taschenbuchbänden. Der Manhwa wurde unter anderem auch in Frankreich und Deutschland veröffentlicht. Die deutsche Fassung des Manhwas erschien von Mai bis Dezember 2005 vollständig bei Egmont Manga und Anime im Adult-Label des Verlags.